# Risques partagés
Pour plus de détails, voir Fiche technique et Distribution.
Risques partagés (Trick or Tweet) est un dessin animé de la série Merrie Melodies réalisé par Friz Freleng et sorti en 1959.